# Cronologia da pandemia de COVID-19 em dezembro de 2022
Este artigo documenta a cronologia e epidemiologia do vírus SARS-CoV-2 em dezembro de 2022, o vírus que causa a COVID-19 e é responsável pela pandemia de COVID-19. Os primeiros casos humanos da COVID-19 foram identificados em Wuhan, República Popular da China, em dezembro de 2019.

## Cronologia

### 1 de dezembro
- Espera-se que a quarta onda da COVID-19 na Austrália provavelmente atinja o pico antes do Natal.[1]
- A Malásia relatou 2.375 novos casos, elevando o número total para 4.994.543. Houve 2.857 recuperações, elevando o número total de recuperações para 4.933.381. Houve 11 mortes, elevando o número de mortos para 36.695.[2]
- Singapura relatou 1.304 novos casos, elevando o número total para 2.169.201.[3]
- O ex-presidente dos Estados Unidos, Bill Clinton, testou positivo para a COVID-19.[4]

### 2 de dezembro
- O Japão informou 109.928 novos casos diários, ultrapassando 25 milhões de casos relativos, elevando o número total para 25.021.295. O número de mortes ultrasssou os 50.000.[5]
- A Malásia relatou 2.421 novos casos, elevando o número total para 4.996.964. Houve 2.826 recuperações, elevando o número total de recuperações para 4.936.207. Houve nove mortes, elevando o número de mortos para 36.704.[6]
- Singapura relatou 1.297 novos casos, elevando o número total para 2.170.498. Duas novas mortes foram relatadas, elevando o número de mortos para 1.705.[3]
- Taiwan relatou 14.081 novos casos, elevando o número total para 8.343.081. 29 novas mortes foram relatadas, elevando o número de mortos para 14.416.[7]

### 3 de dezembro
- A Malásia relatou 1.866 novos casos, elevando o número total para 4.998.830. Houve 2.814 recuperações, elevando o número total de recuperações para 4.939.021. Houve seis mortes, elevando o número de mortos para 36.710.[8]
- Singapura relatou 1.052 novos casos, elevando o número total para 2.171.550.[3]

### 4 de dezembro
- A França ultrapassa 38 milhões de casos de COVID-19.[9]
- A Malásia informou 1.502 novos casos, superando 5 milhões de casos e elevando o número total para 5.000.332. Houve 2.093 recuperações, elevando o número total de recuperações para 4.941.114. Houve três mortes, elevando o número de mortos para 36.713.[10][11]
- Singapura relatou 846 novos casos, elevando o número total para 2.172.396.[3]

### 5 de dezembro
- A Malásia relatou 1.576 novos casos, elevando o número total para 5.001.908. Houve 2.278 recuperações, elevando o número total de recuperações para 4.943.392. Houve três mortes, elevando o número de mortos para 36.716.[12]
- A Nova Zelândia informou 34.528 novos casos na última semana, elevando o número total para 1.979.614. Houve 27.026 recuperações, elevando o número total de recuperações para 1.942.897. Houve 23 mortes, elevando o número de mortos para 2.235.[13]
- Singapura relatou 776 novos casos, elevando o número total para 2.173.172. Uma nova morte foi relatada, elevando o número de mortos para 1.706.[3]
- O primeiro-ministro australiano, Anthony Albanese, testou positivo para a COVID-19 pela segunda vez.[14]
- Segundo a Universidade Johns Hopkins, o número total de casos no mundo ultrapassou 645 milhões, aproximando-se dos 650 milhões.[15]

### 6 de dezembro
- A Malásia relatou 1.649 novos casos, elevando o número total para 5.003.557. Houve 1.675 novas recuperações, elevando o número total de recuperações para 4.945.067. Houve 16 mortes, elevando o número de mortos para 36.732.[16]
- Singapura informou 1.817 novos casos, elevando o número total para 2.174.989.[3]

### 7 de dezembro
Relatório Semanal da OMS:
- A Malásia registrou 1.682 novos casos, elevando o número total para 5.005.239. Houve 1.428 recuperações, elevando o número total de recuperações para 4.946.495. Houve seis mortes, elevando o número de mortos para 36.738.[18]
- Singapura registrou 1.349 novos casos, elevando o número total para 2.176.338. Uma nova morte foi relatada, elevando o número de mortos para 1.707.[3]

### 8 de dezembro
- Os Estados Unidos da América ultrapassam 101 milhões de casos de COVID-19.[19]
- A Malásia registrou 1.616 novos casos, elevando o número total para 5.006.855. Houve 2.145 recuperações, elevando o número total de recuperações para 4.948,64. Houve quatro mortes, elevando o número de mortos para 36.742.[20]
- Singapura registrou 1.363 novos casos, elevando o número total para 2.177.701.

### 9 de dezembro
- A Malásia registrou 1.597 novos casos, elevando o número total para 5.008.452. Houve 2.596 recuperações, elevando o número total de recuperações para 4.951.236. Houve 6 mortes, elevando o número de mortes para 36.748.[21]
- Singapura registrou 1.343 novos casos, elevando o número total para 2.179.044.

### 10 de dezembro
- A Malásia registrou 1.315 novos casos, elevando o número total para 5.009.767. Houve 2.601 recuperações, elevando o número total de recuperações para 4.953.837. Houve cinco mortes, elevando o número de mortos para 36.753.[22]
- Singapura registrou 1.102 novos casos, elevando o número total para 2.180.146.

### 11 de dezembro
- O Japão informou 119.174 novos casos diários, ultrapassando 26 milhões de casos relativos, elevando o número total para 26.069.823.[23]
- A Malásia relatou 867 novos casos, elevando o número total para 5.010.634. Houve 1.313 recuperações, elevando o número total de recuperações para 4.955.150. Houve dez mortes, elevando o número de mortos para 36.763.[24]
- Singapura relatou 902 novos casos, elevando o número total para 2.181.048.[25]

### 12 de dezembro
- A Malásia relatou 809 novos casos, elevando o número total para 5.011.443. Houve 1.552 recuperações, elevando o número total de recuperações para 4.956.702. Houve seis mortes, elevando o número de mortos para 36.769.[26]
- A Mongólia ultrapassou 1 milhão de casos de COVID-19.
- A Nova Zelândia registrou 40.098 novos casos na última semana e ultrapassou 2 milhões de casos totais, elevando o número total para 2.019.685. Houve 34.491 recuperações, elevando o número total de recuperações para 1.977.388. Houve 22 mortes, elevando o número de mortos para 2.257.[27]
- Singapura relatou 740 novos casos, elevando o número total para 2.181.788.[25]

### 13 de dezembro
- A Malásia relatou 1.040 novos casos, elevando o número total para 5.012.483. Houve 1.456 recuperações, elevando o número total de recuperações para 4.958.158. Houve nove mortes, elevando o número de mortos para 36.778.[28]
- Singapura relatou 1.817 novos casos, elevando o número total para 2.183.605. Uma nova morte foi relatada, elevando o número de mortos para 1.708.[25]

### 14 de dezembro
Relatório Semanal da OMS:
- A Malásia relatou 1.241 novos casos, elevando o número total para 5.013.724. Houve 1.567 recuperações, elevando o número total de recuperações para 4.959.725. Houve seis mortes, elevando o número de mortos para 36.784.[30]
- Singapura relatou 1.347 novos casos, elevando o número total para 2.184.952.[25]

### 15 de dezembro
- A Coreia do Sul relatou 70.154 novos casos, elevando o número total para 27.995.726.[31]
- A Malásia relatou 1.161 novos casos, elevando o número total para 5.014.885. Houve 1.562 recuperações, elevando o número total de recuperações para 4.961.287. Houve três mortes, elevando o número de mortos para 36.787.[32]
- Portugal se torna o segundo país do mundo com maior prevalência da sublinhagem BQ.1 da variante Ómicron.[33]
- Singapura relatou 1.262 novos casos, elevando o número total para 2.186.214. Uma nova morte foi relatada, elevando o número de mortos para 1.709.[34]

### 16 de dezembro
- A Coreia do Sul relatou 66.953 novos casos, superando 28 milhões de casos relativos, elevando o número total para 28.062.679.[35]
- A Malásia relatou 1.138 novos casos, elevando o número total para 5.016.023. Houve 1.420 recuperações, elevando o número total de recuperações para 4.962.707. Houve oito mortes, elevando o número de mortos para 36.795.[36]
- Singapura relatou 1.245 novos casos, elevando o número total para 2.187.459.[34]
- A prefeita de Chicago, Lori Lightfoot, testou positivo para a COVID-19.[37]

### 17 de dezembro
- A Malásia relatou 993 novos casos, elevando o número total para 5.017.016. Houve 1.460 recuperações, elevando o número total de recuperações para 4.964.167. Houve cinco mortes, elevando o número de mortos para 36.800.[38]
- Singapura relatou 1.052 novos casos, elevando o número total para 2.188.511.[34]
- O rei tailandês Maha Vajiralongkorn e a rainha Suthida testaram positivo para a COVID-19.[39]

### 18 de dezembro
- O Japão relatou 136.237 novos casos diários, ultrapassando 27 milhões de casos relativos, elevando o número total para 27.116.473.[40]
- A Malásia relatou 847 novos casos, elevando o número total para 5.017.863. Houve 1.154 recuperações, elevando o número total de recuperações para 4.965.321. Houve seis mortes, elevando o número de mortos para 36.806.[41]
- Singapura relatou 838 novos casos, elevando o número total para 2.189.349.[34]

### 19 de dezembro
- A Alemanha ultrapassou 37 milhões de casos de COVID-19.[42]
- A Austrália ultrapassou 11 milhões de casos de COVID-19.
- Os Estados Unidos da América ultrapassaram 102 milhões de casos de COVID-19.[42]
- A Malásia registrou 721 novos casos, elevando o número total para 5.018.584. Houve 914 recuperações, elevando o número total de recuperações para 4.966.235. Houve duas mortes, elevando o número de mortos para 36.808.[43]
- A Nova Zelândia relatou 42.740 novos casos, elevando o número total para 2.062.384. Houve 40.021 recuperações, elevando o número total de recuperações para 2.017.409. Houve 31 mortes, elevando o número de mortos para 2.288.[44]
- Singapura relatou 708 novos casos, elevando o número total para 2.190.057. Uma nova morte foi relatada, elevando o número de mortos para 1.710.[34]

### 20 de dezembro
- A Malásia relatou 816 novos casos, elevando o número total para 5.019.400. Houve 940 recuperações, elevando o número total de recuperações para 4.967.175. Houve quatro mortes, elevando o número de mortos para 36.814.[45]
- Singapura relatou 1.540 novos casos, elevando o número total para 2.191.597.[34]
- O Uruguai ultrapassou 1 milhão de casos de COVID-19.[46]

### 21 de dezembro
Relatório Semanal da OMS:
- Dados das autoridades de saúde da China revelaram que 248 milhões de pessoas, quase 18% da população do país, foram infectadas apenas nos primeiros 20 dias de dezembro, quando a China interrompeu abruptamente suas rigorosas medidas de confinamento.[48]
- A Malásia relatou 984 novos casos, elevando o número total para 5.020.384. Houve 1.534 recuperações, elevando o número total de recuperações para 4.968.709. Houve sete mortes, elevando o número de mortos para 36.821.[49]
- Singapura relatou 1.093 novos casos, elevando o número total para 2.192.690.[34]
- O território dependente neozelandês de Toquelau relatou seus primeiros cinco casos, se tornando a última nação do pacífico a reportar casos de COVID-19.[50]

### 22 de dezembro
- O Brasil ultrapassou 36 milhões de casos de COVID-19.[51]
- A França ultrapassou 39 milhões de casos de COVID-19.[51]
- A Malásia relatou 858 novos casos, elevando o número total para 5.021.242. Houve 1.119 recuperações, elevando o número total de recuperações para 4.969.828. Houve três mortes, elevando o número de mortos para 36.824.[52]
- Singapura relatou 1.200 novos casos, elevando o número total para 2.193.890.[53]

### 23 de dezembro
- O Chile ultrapassou 5 milhões de casos de COVID-19.
- A Malásia relatou 902 novos casos, elevando o número total para 5.022.144. Houve 1.104 recuperações, elevando o número total de recuperações para 4.970.932. Houve seis mortes, elevando o número de mortos para 36.830.[54]
- Singapura relatou 1.073 novos casos, elevando o número total para 2.194.963.[53]

### 24 de dezembro
- A Itália ultrapassou 25 milhões de casos de COVID-19.[55]
- O Japão relatou 177.622 novos casos diários, ultrapassando 28 milhões de casos relativos, elevando o número total para 28.116.740.[56]
- A Malásia relatou 766 novos casos, elevando o número total para 5.022.910. Houve 1.026 recuperações, elevando o número total de recuperações para 4.971.955. Uma morte foi relatada, elevando o número de mortos para 36.381.[57]
- Singapura relatou 1.017 novos casos, elevando o número total para 2.195.980.[53]

### 25 de dezembro
- A província chinesa de Chequião relatou quase um milhão de casos por dia, com 13.583 sendo hospitalizados.[58]
- A Malásia relatou 609 novos casos, elevando o número total para 5.023.519. Houve 737 recuperações, elevando o número total de recuperações para 5.023.519. 4,972,691. O número de mortos permaneceu em 36.381.[59]
- Singapura relatou 710 novos casos, elevando o número total para 2.196.690.[53]

### 26 de dezembro
- A Malásia relatou 480 novos casos, elevando o número total para 5.023.999. Houve 655 recuperações, elevando o número total de recuperações para 4.973.346. Houve quatro mortes, elevando o número de mortos para 36.835.[60]
- Singapura relatou 394 novos casos, elevando o número total para 2.197.084. Uma nova morte foi relatada, elevando o número de mortos para 1.711.[53]

### 27 de dezembro
- A Malásia registrou 423 novos casos, elevando o número total para 5.024.422. Houve 834 recuperações, elevando o número total de recuperações para 4.974.180. Houve seis mortes, elevando o número de mortos para 36.841.[61]
- Singapura registrou 606 novos casos, elevando o número total para 2.197.690.[53]
- A rapper sul-coreana Jeon So-yeon, do grupo (G)I-dle, testou positivo para a COVID-19 e interrompeu suas atividades com o grupo.[62]

### 28 de dezembro
- A Malásia registrou 480 novos casos, elevando o número total para 5.024.902. Houve 957 recuperações, elevando o número total de recuperações para 4.975.137. Houve quatro mortes, elevando o número de mortos para 36.845.[63]
- A Nova Zelândia registrou 32.010 novos casos na última semana e meia, elevando o número total para 2.094.354. Houve 42.664 recuperações, elevando o número total de recuperações para 2.060.073. Houve 43 mortes, elevando o número de mortes para 2.331.[64]
- Singapura registrou 1.547 novos casos, elevando o número total para 2.199.237.[53]

### 29 de dezembro
- A Malásia registrou 679 novos casos, elevando o número total para 5.025.581. Foram relatadas 923 recuperações, elevando o número total de recuperações para 4.976.060. Houve seis mortes, elevando o número de mortos para 36.851.[65]
- Singapura registrou 1.116 novos casos, elevando o número total para 2.200.353.

### 30 de dezembro
- O Japão registrou 148.784 novos casos diários, ultrapassando 29 milhões de casos relativos, elevando o número total para 29.105.070.[66]
- A Malásia registrou 583 novos casos, elevando o número total para 5.026.164. Houve 930 recuperações, elevando o número total de recuperações para 4.976.990. Uma morte foi relatada, elevando o número de mortos para 36.852.[67]
- Singapura registrou 1.026 novos casos, elevando o número total para 2.201.379.

### 31 de dezembro
- A Coreia do Sul registrou 62.926 novos casos, ultrapassando 29 milhões de casos relativos, elevando o número total para 29.059.273.[68]
- A Malásia registrou 513 novos casos, elevando o número total para 5.026.677. Houve 833 recuperações, elevando o número total de recuperações para 4.977.822. Uma morte foi relatada, elevando o número de mortos para 36.853.[69]
- Singapura registrou 835 novos casos, elevando o número total para 2.202.214.
- A OMS detectou uma nova subvariante da Ómicron chamada XBB.1.5, que está sendo monitorada no momento. Os cientistas alertaram que esta subvariante é altamente resistente a algumas vacinas de reforço.[68]